# Dräger

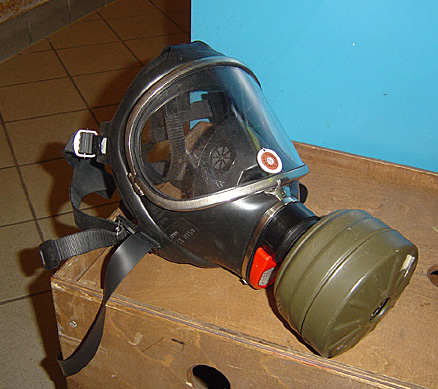
Skyddsmask gjord av "Drägerwerk AG"

Dräger (fullständigt namn: Drägerwerk AG) är ett tyskt företag baserat i Lübeck med fokus på andnings- och skyddsutrustning, såväl som gasdetektering och analyssystem. Kunderna är sjukhus, räddningstjänsten, myndigheter och de flesta industrisegment. 

## Historia
Företaget grundades i Lübeck 1889 som Dräger & Gerling av J. Heinrich Dräger och Carl Adolf Gerling. Första patentet var på en reduktionsventil för koldioxid som används för öltappningskranar. 1902 tillträdde Heinrich Drägers son Bernhard chefsposten; från och med nu hette företaget Drägerwerk Heinr. und Bernh. Dräger. Sedan 1970 har Drägerwerk varit ett Aktiebolag. 2003 såldes flygavdelningen till Cobham plc.

## Dräger Medical AG & Co. KG
Dräger Medical är en tillverkare av medicinsk utrustning. Det är den största avdelningen på Drägerwerk AG, Dräger Medical AG & Co.
KG är ett samägt 75:25 företag mellan Drägerwerk AG och Siemens AG. Företaget erbjuder produkter, tjänster och integrerade "CareArea" lösningar genom hela sjukvårdsprocessen - Akut sjukvård, kirurgi, intensiv vård, perinatal vård och eftervård. Med huvudkontoret i Lübeck, Tyskland, Dräger Medical har drygt 6 000 personer anställda över hela världen. , ungefär hälften inom försäljning och service. R&D och produktion ligger i Lübeck, Tyskland; Best, Netherlands; Richmond Hill, ON, Canada; Telford, PA, and Andover, MA, USA; and Shanghai, China. Företaget har försäljning och dotterföretag i nästan 50 länder och är representerat i över 190 länder. 

## Dräger Safety AG & Co. KGaA
Dräger Safety AG & Co. KGaA är en tillverkare av personligt skydd och gasdetekteringsteknologi, samt en systemleverantör av kompletta säkerhetssystem. Drägers målsättning är att ge sina kunder inom industri, räddningstjänst, gruvor och andra farliga områden en total lösning inom deras speciella arbetsområde.
Produkterna och tjänsterna från Dräger Safety varnar och skyddar människor från luftburna föroreningar och möjliggör människor att andas även i extrema miljöer. Samtidigt, en filosofi om en total lösning för arbetsmiljön länkar samman företagets olika produkt- och tjänstegrupper - personskydd, gasmätningsteknologi och säkerhetslösningar.
Varje produktlinje och systemlösning använder sig av Drägers långa erfarenhet inom områdena gas hantering, gasflöde, gas-övervakning och -mätning. 
Nuvarande produktportfolio inkluderar skyddsutrustning för räddningstjänsten, gruvarbetare, och annan industripersonal såväl som kompletta luftfilter och andningsapparater system, portabla och stationär gasdetektering och varningssystem samt instrument för att bestämma en persons alkoholkoncentration eller droger. Dräger tillverkar även alkolås, både för frivilligt bruk och för dömda rattfyllerister.
Dräger teknik hjälper människor över hela världen. Representerat i över 100 länder, företaget har 40 dotterbolag, och med 3,944 anställda, nåddes en global försäljning på € 557,8 miljoner 2005 (EBIT: € 40,7 million)
Dräger Safety har produktionsanläggningar i Tyskland, England, USA, Sverige, Sydafrika och Kina.